# Skórzyno
Skórzyno (kaszb. Skòrzëno, niem. Schorin) – wieś w Polsce położona w województwie pomorskim, w powiecie słupskim, w gminie Główczyce. W integralny skład wsi wchodzi jej część Borek Skórzyński oraz przysiółek Zagórne.
W latach 1975–1998 miejscowość administracyjnie należała do województwa słupskiego.

## Nazwa
Nazwa miejscowości, wzmiankowana po raz pierwszy w formach Scureno, Zurzino w 1281, ma pochodzenie słowiańskie. Co do jej charakteru wysunięto następujące hipotezy etymologiczne:
- nazwa topograficzna od przymiotnika *skorъ „szybki, prędki” z formantem -ino, najpewniej w odniesieniu do przepływającego przez miejscowość Główczyckiego Strumienia (dopływ Pustynki)[8]
- nazwa dzierżawcza od nazwy osobowej Skorz z formantem -ino[8].

Friedrich Lorentz odnotował formę nazwy w lokalnych gwarach słowińskich: Skʉ̀ɵ̯řänɵ wraz z nazwami mieszkańców – zarówno z pominiętym formantem -än-: Skʉ̀ɵ̯řȯu̯n, Skʉ̀ɵ̯řȯu̯nkă „skórzynianin, skórzynianka” jak i w postaci pełnej: Skʉ̀ɵ̯řäńȯu̯n, Skʉ̀ɵ̯řäńȯu̯nkă „ts.”. Niemiecka nazwa Schorin jest adaptacją fonetyczną pierwotnej nazwy słowiańskiej. Polska nazwa Skórzyno w miejsce oczekiwanej *Skorzyno jest wynikiem niedokładnej resubstytucji nazwy niemieckiej z adideacją do nazwy osobowej Skóra.
Rada Języka Kaszubskiego proponuje kaszubską formę nazwy Skórzëno.

## Historia
Stara osada rolnicza Kaszubów, wymieniona po raz pierwszy w 1281 roku. Tego samego roku osada została przekazana przez księcia Mściwoja II klasztorowi norbertanek w Słupsku. W 1315 roku wieś została darowana jako lenno Kazimierzowi Święcy, przez Waldemara Wielkiego. W kolejnych latach wieś została lennem rodu von Stojentin, później w 1523 roku wzmiankowany był „Jurgen Stoientyn to Scharin”. W 1784 roku poza szlachtą posługującą się głównie językiem niemieckim, wśród lokalnej ludności powszechny był jeszcze język kaszubski. Poprzez małżeństwo Rozalii von Stojentin z Akselem von Bonin, Skórzyno przeszło do tej rodziny i do 1945 roku pozostawało jej własnością, a ostatnim dziedzicem dóbr w Skórzynie był Karl-Oskar von Bonin. We wsi znajduje się klasycystyczny dwór zbudowany około 1870 roku, z centralną facjatą i czterokolumnowym gankiem, otoczony parkiem krajobrazowym ze starodrzewiem, pochodzące z tego samego czasu zabudowania folwarczne.